# Km 73
Km 73 este un film românesc din 2015 regizat de Radu Ghelbereu. Rolurile principale au fost interpretate de actorii Ion Sapdaru, Valentin Popescu.

## Distribuție
Distribuția filmului este alcătuită din:
- Ion Sapdaru
- Valentin Popescu